# Золотий глобус (68-ма церемонія вручення)
68-ма церемонія вручення нагород премії «Золотий глобус»

16 січня 2011 року
Найкращий фільм — драма: 
«Соціальна мережа»
Найкращий фільм —
комедія або мюзикл: 
«Дітки в порядку»
Найкращий телесеріал — драма: 
«Підпільна імперія»
Найкращий телесеріал —
комедія або мюзикл: 
«Хор»
Найкращий мінісеріал або телефільм: 
«Карлос»
< 67-ма • Церемонії вручення • 69-та >
68-ма церемонія вручення нагород премії «Золотий глобус» за заслуги в галузі кінематографу і телебачення за 2010 рік, що відбулася 16 січня 2011 в готелі Беверлі-Гілтон (Беверлі-Гіллз, Лос-Анджелес, Каліфорнія). Номінантів оголосили Джош Демел, Кеті Голмс та Блер Андервуд 14 грудня 2010. Церемонія транслювалася американською телекомпанією NBC. Її ведучим став англійський актор Рікі Джервейс. Церемонія спродюсована компанією Dick Clark Productions у співпраці з голлівудською асоціацією іноземної преси.
Найбільшу кількість номінацій (7) зібрала британська історична драма «Король говорить!», але вона отримала лише одну перемогу, Колін Ферт здобув нагороду за Найкращу чоловічу роль — драма, зігравши роль короля Георга VI. Натомість найбільшу кількість нагород (4) отримала стрічка режисера Девіда Фінчера «Соціальна мережа». Вона здобула перемоги у категоріях: Найкращий фільм — драма, Найкраща режисерська робота, Найкращий сценарій та Найкраща музика. Першість серед серіалів дісталась комедійному мюзиклу «Хор», який отримав три перемоги з п’яти номінацій: Найкращий серіал — комедія або мюзикл, Найкраща чоловіча роль другого плану серіалу, мінісеріалу або телефільму, Найкраща жіноча роль другого плану серіалу, мінісеріалу
або телефільму.

## Список лауреатів і номінантів

### Кіно
Фільми з найбільшою кількістю нагород та номінацій
| Фільм                    | Перемоги | Номінації |
| ------------------------ | -------- | --------- |
| • «Соціальна мережа»     | 4        | 6         |
| • «Боєць»                | 2        | 6         |
| • «Дітки в порядку»      | 2        | 4         |
| • «Король говорить!»     | 1        | 7         |
| • «Чорний лебідь»        | 1        | 4         |
| • «Бурлеск»              | 1        | 3         |
| • «Помста»               | 1        | 1         |
| • «Історія іграшок 3»    | 1        | 1         |
| • «За версією Барні»     | 1        | 1         |
| • «Початок»              | —        | 4         |
| • «127 годин»            | —        | 3         |
| • «Аліса у Дивокраї»     | —        | 3         |
| • «Турист»               | —        | 3         |
| • «Блакитний Валентин»   | —        | 2         |
| • «Кохання та інші ліки» | —        | 2         |
| • «Заплутана історія»    | —        | 2         |

• Переможці вказані першими і виділені окремим кольором.
| Категорія                                   | Лауреати і номінанти                                                  | Лауреати і номінанти                                       |
| ------------------------------------------- | --------------------------------------------------------------------- | ---------------------------------------------------------- |
| Найкращий фільм — драма                     | • «Соціальна мережа»                                                  | • «Соціальна мережа»                                       |
| Найкращий фільм — драма                     | • «Чорний лебідь»                                                     |                                                            |
| Найкращий фільм — драма                     | • «Боєць»                                                             |                                                            |
| Найкращий фільм — драма                     | • «Початок»                                                           |                                                            |
| Найкращий фільм — драма                     | • «Король говорить!»                                                  |                                                            |
| Найкращий фільм — комедія або мюзикл        | • «Дітки в порядку»                                                   | • «Дітки в порядку»                                        |
| Найкращий фільм — комедія або мюзикл        | • «Аліса у Дивокраї»                                                  |                                                            |
| Найкращий фільм — комедія або мюзикл        | • «Бурлеск»                                                           |                                                            |
| Найкращий фільм — комедія або мюзикл        | • «РЕД»                                                               |                                                            |
| Найкращий фільм — комедія або мюзикл        | • «Турист»                                                            |                                                            |
| Найкраща чоловіча роль — драма              |                                                                       | • «Король говорить!» — Колін Ферт за роль короля Георга VI |
| Найкраща чоловіча роль — драма              | • «Соціальна мережа» — Джессі Айзенберг за роль Марка Цукерберга      |                                                            |
| Найкраща чоловіча роль — драма              | • «Блакитний Валентин» — Раян Гослінг за роль Діна                    |                                                            |
| Найкраща чоловіча роль — драма              | • «Боєць» — Марк Волберг за роль Міккі Ворда                          |                                                            |
| Найкраща чоловіча роль — драма              | • «127 годин» — Джеймс Франко за роль Арона Ралстона                  |                                                            |
| Найкраща жіноча роль — драма                |                                                                       | • «Чорний лебідь» — Наталі Портман за роль Ніни Сойєрс     |
| Найкраща жіноча роль — драма                | • «Френкі та Еліс» — Геллі Беррі за роль Френкі / Еліс                |                                                            |
| Найкраща жіноча роль — драма                | • «Кроляча нора» — Ніколь Кідман за роль Бекки Корбет                 |                                                            |
| Найкраща жіноча роль — драма                | • «Зимова кістка» — Дженніфер Лоренс за роль Рі Доллі                 |                                                            |
| Найкраща жіноча роль — драма                | • «Блакитний Валентин» — Мішель Вільямс за роль Сінді Гіллер          |                                                            |
| Найкраща чоловіча роль — комедія або мюзикл |                                                                       | • «За версією Барні» — Пол Джаматті за роль Барні Панофскі |
| Найкраща чоловіча роль — комедія або мюзикл | • «Аліса у Дивокраї» — Джонні Депп за роль Божевільного Капелюшника   |                                                            |
| Найкраща чоловіча роль — комедія або мюзикл | • «Турист» — Джонні Депп за роль Френка Тапело/Александра Пірса       |                                                            |
| Найкраща чоловіча роль — комедія або мюзикл | • «Кохання та інші ліки» — Джейк Джилленгол за роль Джеймі Рендалла   |                                                            |
| Найкраща чоловіча роль — комедія або мюзикл | • «Казино Джек» — Кевін Спейсі за роль Джека Абрамоффа                |                                                            |
| Найкраща жіноча роль — комедія або мюзикл   |                                                                       | • «Дітки в порядку» — Аннетт Бенінг за роль Ніколь Оллгуд  |
| Найкраща жіноча роль — комедія або мюзикл   | • «Кохання та інші ліки» — Енн Гетевей за роль Меггі Мердок           |                                                            |
| Найкраща жіноча роль — комедія або мюзикл   | • «Турист» — Анджеліна Джолі за роль Еліз Кліфтон Ворд                |                                                            |
| Найкраща жіноча роль — комедія або мюзикл   | • «Дітки в порядку» — Джуліанн Мур за роль Джулс Оллгуд               |                                                            |
| Найкраща жіноча роль — комедія або мюзикл   | • «Легковажна Я» — Емма Стоун за роль Олів Пендергаст                 |                                                            |
| Найкраща чоловіча роль другого плану        |                                                                       | • «Боєць» — Крістіан Бейл за роль Діккі Еклунда            |
| Найкраща чоловіча роль другого плану        | • «Волл-стріт: гроші не сплять» — Майкл Дуглас за роль Гордона Гекко  |                                                            |
| Найкраща чоловіча роль другого плану        | • «Соціальна мережа» — Ендрю Гарфілд за роль Едуардо Саверін          |                                                            |
| Найкраща чоловіча роль другого плану        | • «Місто» — Джеремі Реннер за роль Джеймса «Джема» Кофліна            |                                                            |
| Найкраща чоловіча роль другого плану        | • «Король говорить!» — Джефрі Раш за роль Ліонеля Лога                |                                                            |
| Найкраща жіноча роль другого плану          |                                                                       | • «Боєць» — Мелісса Лео за роль Еліс Еклунд                |
| Найкраща жіноча роль другого плану          | • «Боєць» — Емі Адамс за роль Шарлін Флемінг                          |                                                            |
| Найкраща жіноча роль другого плану          | • «Король говорить!» — Гелена Бонем Картер за роль королеви Єлизавети |                                                            |
| Найкраща жіноча роль другого плану          | • «Чорний лебідь» — Міла Куніс за роль Лілі                           |                                                            |
| Найкраща жіноча роль другого плану          | • «За законами вовків» — Джекі Вівер за роль Джанін «Смурф» Коді      |                                                            |
| Найкраща режисерська робота                 |                                                                       | • «Соціальна мережа» — Девід Фінчер                        |
| Найкраща режисерська робота                 | • «Чорний лебідь» — Даррен Аронофскі                                  |                                                            |
| Найкраща режисерська робота                 | • «Початок» — Крістофер Нолан                                         |                                                            |
| Найкраща режисерська робота                 | • «Боєць» — Девід О. Расселл                                          |                                                            |
| Найкраща режисерська робота                 | • «Король говорить!» — Том Хупер                                      |                                                            |
| Найкращий сценарій                          |                                                                       | • «Соціальна мережа» — Аарон Соркін                        |
| Найкращий сценарій                          | • «127 годин» — Денні Бойл, Саймон Боуфой                             |                                                            |
| Найкращий сценарій                          | • «Початок» — Крістофер Нолан                                         |                                                            |
| Найкращий сценарій                          | • «Дітки в порядку» — Ліза Холоденко, Стюарт Бламберг                 |                                                            |
| Найкращий сценарій                          | • «Король говорить!» — Девід Сейдлер                                  |                                                            |
| Найкраща музика                             | • «Соціальна мережа» — Трент Резнор, Аттікус Росс                     | • «Соціальна мережа» — Трент Резнор, Аттікус Росс          |
| Найкраща музика                             | • «127 годин» — Алла Ракха Рахман                                     |                                                            |
| Найкраща музика                             | • «Аліса у Дивокраї» — Денні Ельфман                                  |                                                            |
| Найкраща музика                             | • «Початок» — Ганс Ціммер                                             |                                                            |
| Найкраща музика                             | • «Король говорить!» — Александр Деспла                               |                                                            |
| Найкраща пісня                              | • «Бурлеск» — «You Haven't Seen the Last of Me»                       | • «Бурлеск» — «You Haven't Seen the Last of Me»            |
| Найкраща пісня                              | • «Бурлеск» — «Bound to You»                                          |                                                            |
| Найкраща пісня                              | • «Лишайся сильним» — «Coming Home»                                   |                                                            |
| Найкраща пісня                              | • «Заплутана історія» — «I See the Light»                             |                                                            |
| Найкраща пісня                              | • «Хроніки Нарнії: Підкорювач Світанку» — «There's a Place for Us»    |                                                            |
| Найкращий анімаційний фільм                 | • «Історія іграшок 3»                                                 | • «Історія іграшок 3»                                      |
| Найкращий анімаційний фільм                 | • «Нікчемний я»                                                       |                                                            |
| Найкращий анімаційний фільм                 | • «Як приборкати дракона»                                             |                                                            |
| Найкращий анімаційний фільм                 | • «Ілюзіоніст»                                                        |                                                            |
| Найкращий анімаційний фільм                 | • «Заплутана історія»                                                 |                                                            |
| Найкращий фільм іноземною мовою             | • «Помста» (Данія)                                                    | • «Помста» (Данія)                                         |
| Найкращий фільм іноземною мовою             | • «Б'ютифул» (Мексика)                                                |                                                            |
| Найкращий фільм іноземною мовою             | • «Концерт» (Франці), Росія)                                          |                                                            |
| Найкращий фільм іноземною мовою             | • «Край» (Росія)                                                      |                                                            |
| Найкращий фільм іноземною мовою             | • «Я — це кохання» (Італія)                                           |                                                            |

### Телебачення
Телесеріали з найбільшою кількістю нагород та номінацій
| Фільм                      | Перемоги | Номінації |
| -------------------------- | -------- | --------- |
| • «Хор»                    | 3        | 5         |
| • «Підпільна імперія»      | 2        | 3         |
| • «Темпл Грандін»          | 1        | 3         |
| • «Карлос»                 | 1        | 2         |
| • «Теорія великого вибуху» | 1        | 2         |
| • «Невиліковне Це»         | 1        | 2         |
| • «Ви не знаєте Джека»     | 1        | 2         |
| • «Сини анархії»           | 1        | 1         |
| • «30 потрясінь»           | —        | 3         |
| • «Декстер»                | —        | 3         |
| • «Гарна дружина»          | —        | 3         |
| • «Божевільні»             | —        | 3         |
| • «Американська сімейка»   | —        | 3         |
| • «Стовпи землі»           | —        | 3         |
| • «Особливі стосунки»      | —        | 2         |
| • «Медсестра Джекі»        | —        | 2         |

| Категорія                                                                | Лауреати і номінанти                                                | Лауреати і номінанти                                             |
| ------------------------------------------------------------------------ | ------------------------------------------------------------------- | ---------------------------------------------------------------- |
| Найкращий серіал — драма                                                 | • «Підпільна імперія»                                               | • «Підпільна імперія»                                            |
| Найкращий серіал — драма                                                 | • «Божевільні»                                                      |                                                                  |
| Найкращий серіал — драма                                                 | • «Декстер»                                                         |                                                                  |
| Найкращий серіал — драма                                                 | • «Ходячі мерці»                                                    |                                                                  |
| Найкращий серіал — драма                                                 | • «Гарна дружина»                                                   |                                                                  |
| Найкращий серіал — комедія або мюзикл                                    | • «Хор»                                                             | • «Хор»                                                          |
| Найкращий серіал — комедія або мюзикл                                    | • «30 потрясінь»                                                    |                                                                  |
| Найкращий серіал — комедія або мюзикл                                    | • «Теорія великого вибуху»                                          |                                                                  |
| Найкращий серіал — комедія або мюзикл                                    | • «Невиліковне Це»                                                  |                                                                  |
| Найкращий серіал — комедія або мюзикл                                    | • «Американська сімейка»                                            |                                                                  |
| Найкращий серіал — комедія або мюзикл                                    | • «Медсестра Джекі»                                                 |                                                                  |
| Найкращий мінісеріал або телефільм                                       | • «Карлос»                                                          | • «Карлос»                                                       |
| Найкращий мінісеріал або телефільм                                       | • «Тихий океан»                                                     |                                                                  |
| Найкращий мінісеріал або телефільм                                       | • «Стовпи землі»                                                    |                                                                  |
| Найкращий мінісеріал або телефільм                                       | • «Темпл Грандін»                                                   |                                                                  |
| Найкращий мінісеріал або телефільм                                       | • «Ви не знаєте Джека»                                              |                                                                  |
| Найкраща чоловіча роль серіалу — драма                                   |                                                                     | • «Підпільна імперія» — Стів Бушемі за роль Накі Джонсона        |
| Найкраща чоловіча роль серіалу — драма                                   | • «Пуститися берега» — Браян Кренстон за роль Волтера Вайта         |                                                                  |
| Найкраща чоловіча роль серіалу — драма                                   | • «Декстер» — Майкл Голл за роль Декстера Моргана                   |                                                                  |
| Найкраща чоловіча роль серіалу — драма                                   | • «Божевільні» — Джон Гемм за роль Дона Дрейпера                    |                                                                  |
| Найкраща чоловіча роль серіалу — драма                                   | • «Доктор Хаус» — Г'ю Лорі за роль Грегорі Хауса                    |                                                                  |
| Найкраща жіноча роль серіалу — драма                                     |                                                                     | • «Сини анархії» — Кеті Сагал за роль Джемми Теллер Морроу       |
| Найкраща жіноча роль серіалу — драма                                     | • «Гарна дружина» — Джуліанна Маргуліс за роль Алісії Флоррік       |                                                                  |
| Найкраща жіноча роль серіалу — драма                                     | • «Божевільні» — Елізабет Мосс за роль Пеггі Олсон                  |                                                                  |
| Найкраща жіноча роль серіалу — драма                                     | • «Таємні операції» — Пайпер Перабо за роль Еммі Волкер             |                                                                  |
| Найкраща жіноча роль серіалу — драма                                     | • «Шукачка» — Кіра Седжвік за роль Бренди Лі Джонсон                |                                                                  |
| Найкраща чоловіча роль серіалу — комедія або мюзикл                      |                                                                     | • «Теорія великого вибуху» — Джим Парсонс за роль Шелдона Купера |
| Найкраща чоловіча роль серіалу — комедія або мюзикл                      | • «30 потрясінь» — Алек Болдвін за роль Джека Донагі                |                                                                  |
| Найкраща чоловіча роль серіалу — комедія або мюзикл                      | • «Офіс» — Стів Карелл за роль Майкла Скотта                        |                                                                  |
| Найкраща чоловіча роль серіалу — комедія або мюзикл                      | • «Величезний» — Томас Джейн за роль Рея Дрекера                    |                                                                  |
| Найкраща чоловіча роль серіалу — комедія або мюзикл                      | • «Хор» — Меттью Моррісон за роль Вілла Шустера                     |                                                                  |
| Найкраща жіноча роль серіалу — комедія або мюзикл                        |                                                                     | • «Невиліковне Це» — Лора Лінні за роль Кейті Джемісон           |
| Найкраща жіноча роль серіалу — комедія або мюзикл                        | • «Нав'язливі стани Тари» — Тоні Коллетт за роль Тари Грегсон       |                                                                  |
| Найкраща жіноча роль серіалу — комедія або мюзикл                        | • «Медсестра Джекі» — Іді Фалко за роль Джекі Пейтон                |                                                                  |
| Найкраща жіноча роль серіалу — комедія або мюзикл                        | • «30 потрясінь» — Тіна Фей за роль Ліз Лемон                       |                                                                  |
| Найкраща жіноча роль серіалу — комедія або мюзикл                        | • «Хор» — Ліа Мішель за роль Рейчел Беррі                           |                                                                  |
| Найкраща чоловіча роль мінісеріалу або телефільму                        |                                                                     | • «Ви не знаєте Джека» — Аль Пачіно за роль Джека Кеворкяна      |
| Найкраща чоловіча роль мінісеріалу або телефільму                        | • «Лютер» — Ідріс Ельба за роль Джона Лютера                        |                                                                  |
| Найкраща чоловіча роль мінісеріалу або телефільму                        | • «Стовпи землі» — Іян Макшейн за роль Волерана Бігода              |                                                                  |
| Найкраща чоловіча роль мінісеріалу або телефільму                        | • «Особливі стосунки» — Денніс Квейд за роль Білла Клінтона         |                                                                  |
| Найкраща чоловіча роль мінісеріалу або телефільму                        | • «Карлос» — Едгар Рамірес за роль Іліча Раміреса Санчеса (Карлоса) |                                                                  |
| Найкраща жіноча роль мінісеріалу або телефільму                          |                                                                     | • «Темпл Ґрандін» — Клер Дейнс за роль Темпл Ґрандін             |
| Найкраща жіноча роль мінісеріалу або телефільму                          | • «Стовпи землі» — Гейлі Етвел за роль Аліни                        |                                                                  |
| Найкраща жіноча роль мінісеріалу або телефільму                          | • «Повернення до Кранфорда» — Джуді Денч за роль Матильди Дженкінс  |                                                                  |
| Найкраща жіноча роль мінісеріалу або телефільму                          | • «Емма» — Ромола Гарай за роль Емми Вудхаус                        |                                                                  |
| Найкраща жіноча роль мінісеріалу або телефільму                          | • «Список клієнтів» — Дженніфер Лав Г'юїтт за роль Саманти Гортон   |                                                                  |
| Найкраща чоловіча роль другого плану серіалу, мінісеріалу або телефільму |                                                                     | • «Хор» — Крістофер Колфер за роль Курта Хаммела                 |
| Найкраща чоловіча роль другого плану серіалу, мінісеріалу або телефільму | • «Гаваї 5.0» — Скотт Каан за роль Денні Вілльямса                  |                                                                  |
| Найкраща чоловіча роль другого плану серіалу, мінісеріалу або телефільму | • «Гарна дружина» — Кріс Нот за роль Пітера Флорріка                |                                                                  |
| Найкраща чоловіча роль другого плану серіалу, мінісеріалу або телефільму | • «Американська сімейка» — Ерік Стоунстріт за роль Камерона Такера  |                                                                  |
| Найкраща чоловіча роль другого плану серіалу, мінісеріалу або телефільму | • «Темпл Грандін» — Девід Стретейрн за роль доктора Карлока         |                                                                  |
| Найкраща жіноча роль другого плану серіалу, мінісеріалу або телефільму   |                                                                     | • «Хор» — Джейн Лінч за роль Сью Сільвестр                       |
| Найкраща жіноча роль другого плану серіалу, мінісеріалу або телефільму   | • «Особливі стосунки» — Гоуп Девіс за роль Гілларі Клінтон          |                                                                  |
| Найкраща жіноча роль другого плану серіалу, мінісеріалу або телефільму   | • «Підпільна імперія» — Келлі Макдональд за роль Маргарет Шредер    |                                                                  |
| Найкраща жіноча роль другого плану серіалу, мінісеріалу або телефільму   | • «Декстер» — Джулія Стайлз за роль Люмен Пірс                      |                                                                  |
| Найкраща жіноча роль другого плану серіалу, мінісеріалу або телефільму   | • «Американська сімейка» — Софія Вергара за роль Глорії Прітчетт    |                                                                  |

## Спеціальні нагороди
| Премія імені Сесіля Б. Де Мілля (Нагорода за внесок у кінематограф) |  | Роберт Де Ніро американський кіноактор, режисер, продюсер |
| Міс «Золотий глобус» (Символічний титул)                            |  | Джия Мантенья донька актора Джо Мантенья та Арлін Врело   |